# Ágreda
Ágreda település Spanyolországban, Soria tartományban. Ágreda Cueva de Ágreda, Ólvega, Castilruiz, Dévanos, Aguilar del Río Alhama, Cervera del Río Alhama, Tarazona, Los Fayos, Vozmediano és Añón de Moncayo községekkel határos. Lakosainak száma 3094 fő (2024).

## Népesség
A település népessége az elmúlt években az alábbi módon változott:
| Lakosok száma | 3255 | 3215 | 3215 | 3293 | 3177 | 3084 | 2993 | 3001 | 2983 | 3094 |
|               | 2001 | 2004 | 2007 | 2009 | 2012 | 2014 | 2017 | 2019 | 2022 | 2024 |